# Апостольский делегат на Антильских островах
Апостольский делегат на Антильских островах — дипломатический представитель Святого Престола на Антильских островах и в некоторых местных церквях Карибского моря и прилегающих к нему территорий. Данный дипломатический пост занимает церковно-дипломатический представитель Ватикана в ранге посла. Апостольская делегатура на Антильских островах была учреждена на постоянной основе 7 декабря 1925 года, упразднена 10 августа 1938 года и восстановлена 13 марта 1975 года.
В настоящее время Апостольским делегатом на Антильских островах является архиепископ Сантьяго Де Вит Гусман, назначенный Папой Франциском 30 июля 2022 года.

## История
Первая апостольская делегатура на Антильских островах была учреждена на постоянной основе 7 декабря 1925 года, декретом «Ea est Antillarum insularum» папы римского Пия XI, с юрисдикцией Антильских островов и с резиденцией в Гаване. Она пришла на смену апостольской делегатуре на Кубе и в Пуэрто-Рико, которая была создана в 1898 году.
10 августа 1938 года в соответствии с декретом «Antillarum» Священной Конгрегации чрезвычайных церковных дел, апостольская делегатура на Антильских островах была упразднена, а территория её юрисдикции была разделена между несколькими дипломатическими миссиями: Ямайка и Британский Гондурас перешли к апостольской нунциатуре на Кубе; Пуэрто-Рико и Малые Антильские острова к апостольской нунциатуре на Гаити; Барбадос и острова венесуэльского побережья к апостольской нунциатуре в Венесуэле; Бермуды к апостольской делегатуре в Канаде и Ньюфаундленде; Багамские острова к апостольской делегатуре Соединенных Штатов Америки.
19 марта 1975 года апостольская делегатура на Антильских островах была восстановлена Апостольским посланием «Quoniam pro universalis» папы римского Павла VI, с резиденцией в Порт-о-Пренсе, столице Гаити. С 1980 года пост апостольского делегата возложен на апостольского нунция в Тринидаде и Тобаго, с резиденцией в Порт-оф-Спейн.
В последующие годы все независимые государства данного региона установили дипломатические отношения со Святым Престолом: Тринидад и Тобаго 23 июля 1978 года; Гренада 17 февраля 1979 года; Барбадос 19 апреля 1979 года; Ямайка 20 июля 1979 года; Багамские Острова 27 июля 1979 года; Доминика 1 сентября 1981 года; Сент-Люсия 1 сентября 1984 года; Антигуа и Барбуда 15 декабря 1986 года; Сент-Винсент и Гренадины 17 апреля 1990 года; Суринам 16 февраля 1994 года; Гайана 9 июня 1997 года; Сент-Китс и Невис 19 июля 1999 года.

## Апостольские делегаты на Антильских островах

### Апостольский делегат на Кубе и в Пуэрто-Рико
- Плэйсид Льюис Чейпл — (16 сентября 1898 — 9 августа 1905);
- Джузеппе Аверса — (25 мая 1906 — 2 марта 1911 — назначен апостольским нунцием в Бразилии);
- Адольфо Алехандро Нуэль-и-Бобадилья — (3 ноября 1913 — 26 июня 1915);
- Тито Трокки — (9 декабря 1915 — 25 мая 1921 — назначен апостольским интернунцием в Боливии);
- Пьетро Бенедетти — (22 июля 1921 — 7 декабря 1925).

### Апостольский делегат на Антильских островах с 1925 по 1938 годы
- Джордж Джозеф Каруана (22 декабря 1925 — 10 августа 1938).

### Апостольские делегаты на Антильских островах с 1975 года
- Луиджи Конти (1 августа 1975 — 9 февраля 1980);
- Поль Фуад Табет — (9 февраля 1980 — 8 сентября 1984 — назначен апостольским про-нунцием в Белизе);
- Мануэл Монтейру де Каштру — (16 февраля 1985 — 21 августа 1990 — назначен апостольским нунцием в Сальвадоре);
- Эудженио Сбарбаро — (7 февраля 1991 — 26 апреля 2000 — назначен апостольским нунцием в Югославии);
- Эмиль-Поль Шерриг — (8 июля 2000 — 22 мая 2004 — назначен апостольским нунцием в Корее);
- Томас Галликсон — (2 октября 2004 — 21 мая 2011 — назначен апостольским нунцием на Украине);
- Никола Джирасоли — (29 октября 2011 — 16 июня 2017 — назначен апостольским нунцием в Перу);
- Фортунатус Нвачукву — (4 ноября 2017 — 17 декабря 2021 — назначен постоянным наблюдателем Святого Престола при отделении ООН и специализированных учреждений ООН в Женеве);
- Сантьяго Де Вит Гусман — (30 июля 2022 — по настоящее время).